# Championnat du monde junior de rugby à XV 2009
Navigation
Championnat du monde junior 2008 Championnat du monde junior 2010
Le Championnat du monde junior de rugby à XV 2009 se déroule au Japon du 5 juin au 21 juin 2009 et voit la victoire de la Nouvelle-Zélande qui conserve son titre.

## Équipes participantes et groupes
| Groupe A             | Groupe B       | Groupe C           | Groupe D           |
| -------------------- | -------------- | ------------------ | ------------------ |
| Nouvelle-Zélande -20 | Angleterre -20 | Afrique du Sud -20 | Australie -20      |
| Irlande -20          | Samoa -20      | France -20         | Pays de Galles -20 |
| Argentine -20        | Écosse -20     | Fidji -20          | Tonga -20          |
| Uruguay -20          | Japon -20      | Italie -20         | Canada -20         |

## Stades
| Ville   | Stade                        | Spectateurs |
| ------- | ---------------------------- | ----------- |
| Tokyo   | Chichibunomiya Rugby Stadium | 27 181      |
| Nagoya  | Mizuho Rugby Stadium         | 15 000      |
| Osaka   | Liberty Stadium              | 30 000      |
| Fukuoka | Level-5 Stadium              | 22 563      |
| Tosu    | Best Amenity Stadium         | 24 490      |

## Tableau final

### Classement 5 à 8
|  | Tour de classement | Tour de classement |                |    | Cinquième place | Cinquième place |
|  | Tour de classement | Tour de classement |                |    | Cinquième place | Cinquième place |
|  |                    |                    |                |    |                 |                 |
|  |                    |                    |                |    |                 |                 |
|  |                    |                    |                |    |                 |                 |
|  | Irlande -20        | 17                 |                |    |                 |                 |
|  | Irlande -20        | 17                 |                |    |                 |                 |
|  | Pays de Galles -20 | 19                 |                |    |                 |                 |
|  | Pays de Galles -20 | 19                 | France -20     | 68 |                 |                 |
|  |                    |                    | France -20     | 68 |                 |                 |
|  |                    | Pays de Galles -20 | 13             |    |                 |                 |
|  | Samoa -20          | Pays de Galles -20 | 13             | 6  |                 |                 |
|  | Samoa -20          |                    |                | 6  |                 |                 |
|  | France -20         | 16                 |                |    |                 |                 |
|  | France -20         | 16                 | Septième place |    |                 |                 |
|  |                    |                    |                |    |                 |                 |
|  |                    |                    |                |    |                 |                 |
|  |                    |                    |                |    |                 |                 |
|  | Irlande -20        | 3                  |                |    |                 |                 |
|  | Irlande -20        | 3                  |                |    |                 |                 |
|  | Samoa -20          | 9                  |                |    |                 |                 |
|  | Samoa -20          | 9                  |                |    |                 |                 |

### Classement 1 à 4
|  | Demi-finales         | Demi-finales    |                        |    | Finale          | Finale          |
|  | Demi-finales         | Demi-finales    |                        |    | Finale          | Finale          |
|  |                      |                 |                        |    |                 |                 |
|  | 17 juin 13 h 00      | 17 juin 13 h 00 |                        |    | 21 juin 08 h 00 | 21 juin 08 h 00 |
|  | 17 juin 13 h 00      | 17 juin 13 h 00 |                        |    | 21 juin 08 h 00 | 21 juin 08 h 00 |
|  | Nouvelle-Zélande -20 | 31              |                        |    | 21 juin 08 h 00 | 21 juin 08 h 00 |
|  | Nouvelle-Zélande -20 | 31              |                        |    | 21 juin 08 h 00 | 21 juin 08 h 00 |
|  | Australie -20        | 17              |                        |    | 21 juin 08 h 00 | 21 juin 08 h 00 |
|  | Australie -20        | 17              | Nouvelle-Zélande -20   | 44 |                 |                 |
|  | 17 juin 19 h 00      |                 | Nouvelle-Zélande -20   | 44 |                 |                 |
|  |                      | Angleterre -20  | 28                     |    |                 |                 |
|  | Afrique du Sud -20   | Angleterre -20  | 28                     | 21 |                 |                 |
|  | Afrique du Sud -20   |                 |                        | 21 |                 |                 |
|  | Angleterre -20       | 40              |                        |    |                 |                 |
|  | Angleterre -20       | 40              | Match pour la 3e place |    |                 |                 |
|  |                      |                 |                        |    |                 |                 |
|  | 21 juin 13 h 00      |                 |                        |    |                 |                 |
|  |                      |                 |                        |    |                 |                 |
|  | Australie -20        | 5               |                        |    |                 |                 |
|  | Australie -20        | 5               |                        |    |                 |                 |
|  | Afrique du Sud -20   | 32              |                        |    |                 |                 |
|  | Afrique du Sud -20   | 32              |                        |    |                 |                 |

### Finale
La finale de la compétition a lieu le 21 juin 2009 au Chichibunomiya Rugby Stadium, à Tokyo. Elle voit la Nouvelle-Zélande s'imposer face à l'Angleterre sur le score de 44 à 28.
| Finale Dimanche 21 juin 2009 | Nouvelle-Zélande -20 | 44 - 28 (25 - 14) | Angleterre -20 | Chichibunomiya Rugby Stadium, Tokyo Arbitre : James Jones |
| Finale Dimanche 21 juin 2009 | Essai(s) : 7 Robinson (14e), Guildford (21e, 59e), Cruden (27e, 30e), Treeby (43e), Mitchell (71e) Transformation(s) : 3 Cruden (30e, 43e, 71e) Pénalité(s) : 1 Toomua (25e) Carton(s) jaune(s) : Talakai (68e) | Rapport           | Essai(s) : 3 Gaskell (17e), Fearns (49e), Lewis (77e) Transformation(s) : 2 Homer (49e), Miller (77e) Pénalité(s) : 3 Homer (6e, 12e, 34e) | Chichibunomiya Rugby Stadium, Tokyo Arbitre : James Jones |
| Finale Dimanche 21 juin 2009 | | Rapport           | | Chichibunomiya Rugby Stadium, Tokyo Arbitre : James Jones |